# 金色情挑
《金色情挑》（英語：The Golden Bowl）是一部由詹姆士·艾佛利導演，於2000年出品的劇情片。露絲·鮑爾·賈華拉創作的劇本是基於亨利·詹姆斯1904年的同名小說改編而成，亨利本人認為這本小說是自己的傑作。

## 演員
- 凱特·貝琴薩 飾 瑪姬·韋薇
- 詹姆斯·福克斯 飾 鮑勃·亞欣瀚上校
- 安傑麗卡·休斯頓 飾 芬妮·亞欣瀚
- 尼克·諾特 飾 亞當·韋微
- 傑瑞米·諾森 飾 亞美利哥親王
- 瑪德琳·波特（英语：Madeleine Potter） 飾 卡索庭夫人
- 鄔瑪·舒曼 飾 夏綠蒂·絲坦
- 尼可拉斯·戴（英语：Nicholas Day (actor)） 飾 卡索庭勳爵
- 彼得·艾爾（英语：Peter Eyre） 飾 A. R. 賈維斯

## 外部連結
- 互联网电影数据库（IMDb）上《金色情挑》的资料（英文）
- AllMovie上《金色情挑》的资料（英文）
- Box Office Mojo上《金色情挑》的資料（英文）
- 爛番茄上《金色情挑》的資料（英文）
- 開眼電影網上《金色情挑 （页面存档备份，存于）》的資料 （繁體中文）